# Henri Potiron
Henri Potiron est un compositeur, organiste et musicologue français né le 13 septembre 1882 à Rezé (Loire-Atlantique) et mort le 12 avril 1972 à Roye (Somme).

## Biographie
Henri Pierre Joseph Potiron naît le 13 septembre 1882 à Rezé,.
À partir de 1910, et durant plus de cinquante ans, il est maître de chapelle et organiste de chœur de la basilique du Sacré-Cœur de Montmartre,.
En 1923, à la fondation de l'Institut grégorien de Paris, Henri Potiron y enseigne l'orgue et devient l'une des principales figures de l'établissement avec Auguste Le Guennant, professant également la théorie modale grégorienne et l'accompagnement,. Il écrit des articles pour la Revue grégorienne et dans la Revue liturgique et musicale.
En 1954, il obtient le grade de Docteur de l'Université de Paris avec sa thèse Boèce, théoricien de la musique grecque, publiée chez Bloud et Gay en 1961.
Comme compositeur, Henri Potiron est l'auteur de nombreuses œuvres de musique sacrée, notamment neuf Messes polyphoniques (dont certaines basées sur des modes grégoriens), des motets, des pièces pour orgue et des accompagnements pour orgue à usage paroissial pour le répertoire du plain-chant,. En musique profane, il est l'auteur d'une transcription pour orgue ou harmonium de La Fille aux cheveux de lin de Debussy, parue chez Durand en 1953.
En 1962-1963, il est nommé chevalier dans l'ordre de la Légion d'honneur.
Retiré chez une parente dans la Somme, à Liancourt-Fosse, Henri Potiron meurt le 12 avril 1972 à l'hôpital de Roye.

## Œuvres

### Écrits
- Cours d’accompagnement du chant grégorien, Paris, 1925, puis 1927[3] ;
- Leçons pratiques d’accompagnement du chant grégorien, Tournai, 1938[3] ;
- Esquisse d'un traité de composition, Laurens, 1945[1] ;
- L'analyse modale du chant grégorien, Desclée, 1948[1],[3] ;
- L'origine des modes grégoriens, Desclée, 1948[1],[3] ;
- Les modes grecs antiques, Desclée, 1950[1],[3] ;
- La notation grecque et Boèce : petite histoire de la notation antique, Desclée, 1951[1],[3] ;
- Petit traité de contrepoint, Tournai, 1951[3] ;
- La composition des modes grégoriens, Desclée, 1953[3],[1] ;
- L’accompagnement du chant grégorien suivant les types modaux, Paris, 1960[3],[2] ;
- Boèce, théoricien de la musique grecque, Paris, Bloud et Gay, 1961[5],[3].

### Compositions
- Sonate pour orgue en fa mineur : I. Vivo ma non troppo II. Canzonetta (1905)
- Variations sur un ancien noël, offertoire pour orgue (1905)
- Petit prélude et fuguette pour orgue (1905)
- Accompagnement du Kyriale Vatican, Paris, Desclée, 1929[6] ;
- Graduel paroissial contenant l'accompagnement du chant grégorien pour les messes des dimanches et principales fêtes, 3. vol., Paris, Desclée, 1933-34
- L'Antiphonaire monastique, Revue liturgique et musicale, 1934[6] ;
- Hodie Christus Natus est, pour quatre voix mixtes et orgue, Bruxelles, 1936[6] ;
- Laudate Dominum, pour quatre voix mixtes et orgue, Paris, 1937[6] ;
- Ave Maris Stella, pour quatre voix mixtes a cappella, Paris, 1938[6] ;
- Attalite Portas - Psaume XXIII, pour quatre voix mixtes et orgue, Paris, Herelle, 1947[6] ;
- Accompagnement des tons psalmodiques, éditions musicales Schola Cantorum et Procure générale de musique, Paris, 1954[6] ;
- Regina Coeli, pour deux voix de femmes et orgue, Schola Cantorum, Paris, 1969[6] ;
- Carillon pour sortie, pour orgue[6].

Note: Les 3 pièces pour orgue de 1905 sont disponibles sur GALLICA.